# Trận Dresden
Trận Dresden diễn ra vào các ngày 26-27 tháng 8 năm 1813 quanh khu vực thành phố Dresden, Đức, với kết quả là một chiến thắng của quân Pháp do hoàng đế Napoléon Bonapart chỉ huy trước lực lượng của Liên minh thứ sáu bao gồm quân đội các nước Áo, Nga và Phổ dưới quyền thống tướng Schwartzenberg. Vốn khi quân Liên minh tiến đánh Dresden, Napoléon I đã kịp thời kéo binh về nghênh chiến. Tuy nhiên, chiến thắng của Napoleon không được hoàn toàn trọn vẹn. Không có cuộc truy kích đáng kể nào được tiến hành sau trận chiến, và các quân đoàn bên sườn của Pháp đã bị bao vây và buộc phải đầu hàng đối phương trong trận Kulm một vài ngày sau đó.
Thắng lợi tại trận Dresden là chiến thắng lớn duy nhất của Napoléon I trong cuộc Chiến tranh Giải phóng Dân tộc Đức. Thậm chí, có người xem đây là trận thắng vĩ đại cuối cùng trong cuộc đời của Napoléon I.